# Hypsicera ecarinata
Hypsicera ecarinata är en stekelart som beskrevs av Valentina I. Tolkanitz 1986. Hypsicera ecarinata ingår i släktet Hypsicera och familjen brokparasitsteklar. Inga underarter finns listade i Catalogue of Life.